# Kenta Kurishima
Kenta Kurishima (jap. 栗島 健太, Kurishima Kenta; * 19. April 1997 in der Präfektur Chiba) ist ein japanischer Fußballspieler.

## Karriere
Kenta Kurishima erlernte das Fußballspielen in der Jugendmannschaft der Kashiwa Eagles, der Schulmannschaft der Ryutsu Keizai University Kashiwa High School sowie in der Universitätsmannschaft der Waseda-Universität. Seinen ersten Vertrag unterschrieb er 2020 bei Albirex Niigata (Singapur). Der Verein ist ein Ableger des japanischen Zweitligisten Albirex Niigata und spielt in der höchsten singapurischen Fußballliga, der Singapore Premier League. Die Saison 2020 feierte er mit Albirex die singapurische Meisterschaft. Nach 14 Erstligaspielen ging er 2021 wieder nach Japan. Hier unterschrieb er einen Vertrag beim Drittligisten Iwate Grulla Morioka. Ende der Saison 2021 feierte er mit Iwate die Vizemeisterschaft und den Aufstieg in die zweite Liga. Für Iwate absolvierte er acht Ligaspiele. Nach dem Aufstieg wechselte er im Januar 2022 zum Viertligisten Tōkyō Musashino United FC. Hier stand er eine Spielzeit unter Vertrag und bestritt 28 Viertligaspiele. Anfang 2023 wechselte er zum Fünftligisten Tokyo United FC. Mit dem Verein spielt er in der Kanto Soccer League (Div.1)

## Erfolge
Albirex Niigata (Singapur)
Singapurischer Meister: 2020
Iwate Grulla Morioka
- Japanischer Drittligavizemeister: 2021  ▲